# Txerdin
Txerdin (en rus: Чердынь) és una ciutat de Rússia que es troba al territori de Perm. El 2023 tenia 4.502 habitants. Es troba a la riba del riu Kolva, a 267 km al nord de Perm.